# Johannes Kekana
Johannes Kekana (ur. 25 kwietnia 1972 w Polokwane) – południowoafrykański lekkoatleta, długodystansowiec.

## Osiągnięcia
- złoty medal igrzysk afrykańskich (maraton, Abudża 2003)
- złoto mistrzostw RPA (maraton 2005)
- 17. miejsce podczas mistrzostw świata (maraton, Berlin 2009)

## Rekordy życiowe
- półmaraton – 1:02:14 (2009)
- maraton – 2:14:37 (2002)